# Cynanchum humbert-capuronii
Cynanchum humbert-capuronii är en oleanderväxtart som beskrevs av Liede och Meve. Cynanchum humbert-capuronii ingår i släktet Cynanchum och familjen oleanderväxter. Inga underarter finns listade i Catalogue of Life.